# Szegedi Csaba (festő)
Szegedi Csaba (Kiskőrös, 1960. március 17. –) kolorista, képzőművész. A budapesti Moholy-Nagy Művészeti Egyetem tanára.

## Életpályája
Művészeti tanulmányait a Képző- és Iparművészeti Szakközépiskolában kezdte (1974-1978), majd 1985-ben diplomázott a Magyar Képzőművészeti Főiskola festő szakán. 1988-ig a Főiskola posztgraduális mesterképzős hallgatója volt. 1985 óta Művészeti Alap, majd a jogutód M.A.O.E. (Magyar Alkotóművészek Országos Egyesülete) tagja, és megkapta a Smohay Alapítvány egyéves ösztöndíját. 
1986 és 1992 között az Y Galéria tagja (1988-tól vezetője) volt. 1988 óta tagja a Magyar Képző- és Iparművészek Szövetségének. 1991–92-ben az Atelierhaus Worpswede rezidens vendégművésze volt, elnyerte a DAAD (Deutsche Akademische Austauschdienst) ösztöndíjat, és az Alsószászországi Tudományos és Művészeti Minisztérium ösztöndíját. 1992-től 1995-ig Münchenben élt és dolgozott. 1993–94-ben a müncheni Autorengalerie 1 valamint a BBK (Berufsverband Bildender Künstler) tagja volt. 1995 óta tagja a Magyar Festők Társaságának, 1996 óta pedig a Székesfehérvári Művészek Társaságának. 
1995–2001 között a Budai Rajziskola tanára volt. 2001 óta a Magyar Iparművészeti Egyetem/Moholy-Nagy Művészeti Egyetem tanára.
2001-től 2004-ig egyeteme DLA doktorandusza volt. 2006-ban elnyerte a HAESF (Hungarian American Enterprise Scholarship Fund) ösztöndíját, hat hónapon át a Griffis Art Center (New London, Connecticut, USA) rezidens vendégművésze volt. 2009-ben a Moholy-Nagy Művészeti Egyetemen megszerezte a Szabad Művészetek Doktora (DLA) tudományos fokozatát. Doktori disszertációját átdolgozott, bővített formában a Typotex Kiadó jelentette meg 2018-ban "Világ-Nézet (A képről mint a sík küzdelméről a térrel)" címmel. 2009 óta évente a Velencei-tavi Nemzetközi Szimpozion résztvevője. 
2014 óta tagja a Magyar Művészeti Akadémia Nem Akadémikus Köztestületének, 2015-ben az "Art For A Cause (1st International Artist Residency" (Goa, India) résztvevője volt, Prima díjjal tüntette ki a Prima Primissima Alapítvány Fejér megyei Tagozata. 2016-ban elnyerte a Római Magyar Akadémia Képzőművészeti ösztöndíjat.

## Fontosabb díjai, elismerései
- Munkácsy Mihály-díj (2022)
- Római Magyar Akadémia Képzőművészeti ösztöndíj (2016)
- Prima Primissima alapítvány Fejér Megyei Prima Fődíja (2015)
- HAESF Alapítvány ösztöndíja, USA (2006)
- DAAD Stipendium, Németország (1991)
- Barcsay-díj (1991)
- Barcsay Alapítvány emlékérme (1990)
- Glatz Oszkár-díj (1986)
- Smohay-díj (1985)

## Válogatott egyéni kiállításai
- 2023 Semmelweis Szalon, Budapest
- 2022 Piano Art Café Kamaragaléria, Budapest
- 2020 Galerie M Beck, Durbach, Németország
- 2020 Galerie M Beck, Homburg, Németország
- 2019 Galerie M Beck, Durbach, Németország
- 2019 Pelikán Galéria, Székesfehérvár
- 2018 Karinthy Szalon, Budapest
- 2018 K11 Művészeti és Kulturális Központ, Budapest
- 2016 Wenckheim-kastély, Velence
- 2015 Bertha Búlcsú Művelődési Központ, Balatongyörök
- 2014 Szt. István Király Múzeum, Székesfehérvár
- 2014 Fuga Építészeti Központ, Budapest
- 2012 Magyar Kulturális Központ[halott link], New York, NY, U.S.A.
- 2010 Alexey von Schlippe Gallery of Art, Groton, CT, U.S.A.
- 2009 Öreghegyi Közösségi Ház, Székesfehérvár
- 2008 Artus Kortárs Művészeti Stúdió, Budapest
- 2007 Leitner+Leitner/Scheffer Galéria, Budapest
- 2007 Gerbeaud Harmincad Galéria, Budapest
- 2007 Magyar Telekom Galéria, Budapest
- 2006 Griffis Art Center , New London, CT, U.S.A.
- 2003 Pelikán Galéria, Székesfehérvár
- 1996 Gárdony Galéria, Gárdony
- 1995 Produzentengalerie, München/Németország
- 1995 Duna Galéria, Budapest
- 1994 Covalenco Art Gallery, Geldrop, Hollandia
- 1992 Covalenco Art Gallery (Galerie Gijzenrooi), Geldrop/Hollandia
- 1992 Galerie Altes Rathaus, Worpswede/Németország
- 1990 Csepel Galéria, Budapest
- 1988 Aad Leemans Art Gallery, Rotterdam, Hollandia
- 1987 Galerie im Atelier, Heidenheim an der Brenz, Németország
- 1987 Uitz Terem (Tábori Csabával), Dunaújváros

## Válogatott csoportos kiállításai
- 2023 "Tendenciák" (MFT), Regionális Összművészeti Központ, Szeged, Hungary
- 2023 "Fejér Vármegyei Tárlat", Csók István Képtár, Székesfehérvár, Hungary
- 2023 "Stadt im Bild" (VUdAK), Haus der Ungarndeutschen, Budapest
- 2023 "A forma kedvéért", Eötvös10 Művelődési ház, Budapest
- 2023 "Kiskép Szalon" (MKISz), MKISz Galéria, Budapest
- 2023 "Geometria szabadon" (MKISz), Klebersberg Kulturkúria, Budapest
- 2023 "Petőfi 200", Petőfi Szülőház és Emlékmúzeum, Kiskőrös, Hungary
- 2023 "Fejér Megyei Képzőművészek Nyári Tárlata", Velencei-tavi Galéria, Agárd, Hungary
- 2022 "Munkácsy-díjasok", Hegyvidék Galéria, Budapest
- 2022 "Üzenet" (MMA), Vigadó Galéria, Budapest
- 2022 "Fejér Megyei Képzőművészek Nyári Tárlata", Velencei-tavi Galéria, Agárd, Hungary
- 2022 "Virido Intacta", Falumúzeum, Törökbálint, Hungary
- 2022 "In Bewegung" (VUdAK), Liszt Institut, Stuttgart, Germany
- 2022 "Város-Kép", Kortárs Galéria, Tatabánya, Hungary
- 2022 "Fény-árnyék" (SzMT), Pelikán Galéria, Székesfehérvár, Hungary
- 2021 "Kép-Tár-Ház", (MKISZ), Szombathelyi Képtár, Sombathely, Hungary
- 2021 "Tükör" (MFT), Újpesti Galéria, Budapest
- 2021 "In Memoriam Joseph Beuys", Kortárs Galéria, Tatabánya
- 2021 "Miniképek", Vízivárosi Galéria, Budapest
- 2021 "Fejér Megyei Tárlat", Velencei-tavi Galéria, Agárd
- 2021 "Fejér Megyei Tárlat" Kortárs Művészeti Intézet, Dunaújváros
- 2021 "Fehérvár Szalon" Csók István Képtár, Székesfehérvár Hungary
- 2021 "Im Memoriam Joseph Beuys" (MFT), Kortárs Galéria, Tatabánya
- 2021 "4. Székesfehérvári Művésztelep" (SzMT), Pelikán Galéria, Székesfehérvár
- 2021 "Ajtó, ablak" (MFT), Fuga Építészeti Központ, Budapest
- 2021 "Aspektusok", Artézi Galéria, Budapest,
- 2020 "Szabadjáték – II.Képzőművészeti Nemzeti Szalon", Műcsarnok, Budapest
- 2020 "Jahresausstellung" (VUdAK), VUdAK Galéria, Budapest
- 2020 "Kontakte/Kontraste" Volkshochschule, Chemnitz, Germany
- 2020 "Kettő Másodszor" (MKISz), Újpesti Galéria, Budapest
- 2020 "Volt egyszer egy művésztelep", Köfém Művelődési Ház, Székesfehérvár
- 2019 "Szubjektív Fejér", Halász-kastély, Kápolnásnyék
- 2019 "A geometria körül" (MFT), Újlipótvárosi Galéria, Budapest
- 2019 "XL. Nyári Tárlat", Reök Palota, Szeged
- 2019 "Új Dunántúli Tárlat", Magtár Kulturális Központ, Balatonalmádi
- 2019 "Dimenziók" (MAOE), REÖK Palota, Szeged
- 2019 "XV. Balatoni Tárlat Biennálé", Pannónia Kulturális Központ, Balatonalmádi
- 2019 "Évek hordaléka – Matzon Gyűjtemény", Aba_Novák Galéria, Leányfalu
- 2019 "Fehérvár Szalon", Csók István Képtár, Székesfehérvár
- 2019 "Húszan a Magyar Festők Társaságából" (MFT), Artézi Galéria, Budapest
- 2019 "Téli Tárlat" (SzMT), Pelikán Galéria, Székesfehérvár
- 2019 "Kis képek" (MKISz), MKISz Székház, Budapest
- 2019 "Gestern-Heute-Morgen" (VUdAK), Demokratisches Forum der Deutschen, Nagyszeben (Sibiu), Rumania
- 2019 "Gestern-Heute-Morgen" (VUdAK), Frederic Ozanam Socialcentrum, Resica (Reschitz), Rumania
- 2018 "Élő Magyar Festészet" Kepes György Internat’l Art Center, Eger
- 2018 "Római Magyar Akadémia ösztöndíjasok", Klebersberg Kultúrkúria, Budapest
- 2018 "Jahresausstellung" (VUdAK), Laffert Kúria, Dunaharaszti
- 2018 "Sziget" (MFT), Vízivárosi Galéria, Budapest
- 2018 "Color Sensation" (MFT), Kortárs Galéria, Tatabánya
- 2018 „Fehérvár Szalon”, Szt. István Király Múzeum, Székesfehérvár, (Székesfehérvár MJV. díja)
- 2018 „Rajzok ma” SzMT, Pelikán Galéria, Székesfehérvár
- 2018 „Most” SzMT fotókiállítás, Pelikán Galéria, Székesfehérvár
- 2018 "A SzMT festő tagjainak kiállítása", Bartók 1 Galéria, Budapest /Hungary
- 2017 "Római Magyar Akadémia ösztöndíjasai", Párbeszéd Háza, Budapest
- 2017 „Borsisiti di arti visive dell’Accademia“, Római Magyar Akadémia, Róma, Olaszország
- 2017 "Fehér Képek", Magyar Festők Társasága, Városi Galéria, Szigetszentmiklós
- 2017 "Téli Tárlat" SzMT, Pelikán Galéria, Székesfehérvár
- 2017 "A száműzött parkja" Magyar Festők Társasága, Széphárom Galéria, Budapest
- 2017 "Elő Magyar Festészet – Hal". Bálna Budapest, Budapest
- 2017 "Festészet napja", Nádor Galéria, Budapest
- 2017 "Arckepek" SzMT, (SzMT 25), Pelikán Galéria, Székesfehérvár
- 2017 "Atiratok" SzMT, (SzMT 25), Pelikán Galéria, Székesfehérvár
- 2017 "Dobozmunkák" (SzMT 25), Pelikán Galéria, Székesfehérvár
- 2017 "VUdAK 25", Sigil Galéria, Nagymaros
- 2017 „Szénrajz“, Kortárs Galéria, Tatabánya
- 2017 "Gestern, Heute, Morgen," VUdAK, Ungarisches Kulturinstitut, Stuttgart, Németország
- 2017 „Gestern, Heute, Morgen“ VUdAK, Ministerium der Deutschsprachigen Gemeinschaft, Eupen, Belgium
- 2017 „Gestern, Heute, Morgen“ VUdAK, Vertretung des Landes Baden-Württenberg bei der EU, Brüsszel
- 2017 „Gestern, Heute, Morgen” VUdAK, Galerie der Botschaft von Ungarn, Berlin
- 2017 „34. Országos Salgótarjáni Tavaszi Tárlat“, Dornyay Béla Múzeum, Salgótarján
- 2017 „Síkban, Térben, Szemléletben”, Balassi Intézet, Budapest
- 2016 „80+20=100“ Magyar Festők Társasága, Műcsarnok, Budapest
- 2016 „Téli tárlat”, Pelikán Galéria, Székesfehérvár
- 2016 „Öt festő Móron“, Pelikán Galéria, Székesfehérvár
- 2016 „Festum Varadinum”, Tibor Ernő Galéria, Nagyvárad
- 2016 „Pro Cultura díjas Scheffer Galéria”, Óbuda Galéria, Budapest
- 2016 „Fragments" Rome Art Week, Római Magyar Akadémia, Róma
- 2016 "III. Országos Rajztriennálé" Dornyai Béla Múzeum, Salgótarján
- 2016 "Emlékezet, 56-an 56-ról" Vaszary Képtár, Kaposvár
- 2016 "Októberi Emlékezés" Magyar Művészeti Akadémia, Pesti Vigadó
- 2016 "Fehérvár Szalon" Új Magyar Képtár, Székesfehérvár
- 2015 “Harmónia” Művészetmalom, Szentendre
- 2015 “Fejér Megyei Őszi Tárlat” Csók István Képtár, Székesfehérvár
- 2015 “Hamis memória” Pelikán Galéria, Székesfehérvár
- 2015 “1st Internat’l Artist Residency” Art Chamber/Galeria De Belas Artes, Calangute, Goa, India
- 2014 "Barcsay 25" Művészetmalom, Szentendre
- 2014 “Jel, Jelbeszéd” Mazart Galéria, Budapest
- 2014 "Naphimnusz” Kortárs Magyar Galéria, Dunaszerdahely
- 2014 “Fehérvár Szalon” Sberbank Galéria, Székesfehérvár
- 2014 “Kép-Tár-Ház” Szombathelyi Képtár, Szombathely
- 2013 „Töredék” (Magyar Festők Társasága) Fúga Galéria, Budapest
- 2013 „XXXVII Nyári Tárlat” REÖK palota, Szeged
- 2012 „Fehérvár Szalon” Volksbank Galéria, Székesfehérvár, (Székesfehérvár MJV. díja)
- 2012 XIV. Táblaképfestészeti Biennálé, REÖK palota, Szeged
- 2011 „Tendenciák” a MKISZ kiállítása, REÖK-palota, Szeged,
- 2011 „Igazi Design” MoME Design Intézet, Zsinagóga, Eger
- 2010 „I. Balatoni Festészeti Biennálé” Balatoni Múzeum, Keszthely
- 2009 „KunStart 2009” Museion, Bolzano, Olaszország
- 2009 „Között”(M. posztgeometrikus.művészet) Vízivárosi Galéria, Budapest
- 2008 "BoH Art 2008" European Academy, Bolzano
- 2008 "Köszönet" Scheffer Galéria/Újbuda Galéria, Budapest
- 2007 "A város" Scheffer Galéria, Budapest
- 2007 "Művészet és Bor" Európa Kongresszusi Központ, Budapest
- 2006 "Wet Paint Week" ArtPark/Hygienic Gallery, New London, CT, USA
- 2004 “Méretkülönbségek” Millennium Szalon, Budapest
- 2004 „A Magyar Festészet Napja” Millenáris Park, Budapest
- 2004 „6 székesfehérvári művész” Székely Nemzeti Múzeum, Sepsiszentgyörgy
- 2003 „A Magyar Festészet Napja” ELTE TTK Galéria, Budapest
- 2003 “Méretes Képek, szabad festészet” Millennium Szalon, Budapest
- 2003 “Artisti Ungheresi Contemporanei” Galleria d’Arte Moderna, Palazzo del Governatore, Cento, Italy
- 2002 “Velky Format Symposium” Liechtenstein kastély, Valtice/Csehország
- 2001 „Fény-árnyék” a M.F.T. kiállítása, Kecskeméti Képtár, Kecskemét, Hungary
- 2000 „Pannónia 2000” a M.F.T. kiállítása, Újlipótvárosi Galéria, Budapest
- 1999 „II. Festészeti Triennálé” (M.F.T.) Művészetek Háza, Szekszárd, Hungary
- 1995 “20 Jahre Produzentengalerie” Produzentengalerie, München, Germany
- 1994 “EPA X Art ‘94” Europäisches Patentamt, München, Germany
- 1993 „Jahresausstellung des BBK” Interimsgalerie der Künstler, München, Germany
- 1993 “Paravents” Galerie Daniel Blau, München, Germany
- 1992 “Négy festő” Józsefvárosi Galéria, Budapest
- 1992 “Bilder, Briefe, Noten XXIV” Autorengalerie 1, München, Germany
- 1991 “Három kérdés” Árkád Galéria, Budapest
- 1990 “Barcsay-díjasok” Aktív Art Galéria, Szentendre
- 1988 ”Ungarische Gegenwartskunst” Galerie im Atelier, Heidenheim, Germany
- 1987 “Négy festő” Madách Galéria, Vác
- 1987 “Folytonosság” Bartók 32 Galéria, Budapest

## Munkái gyűjteményekben
- Szt. István Király Múzeum, Székesfehérvár, Hungary
- Új Magyar Képtár, Székesfehérvár, Hungary
- Rippl-Rónai Múzeum, Kaposvár, Hungary
- Government of Goa, Panaji, Goa, India
- Inspire Trust, Margao, Goa, India
- Városi Képtár Deák Gyűjtemény, Székesfehérvár, Hungary
- Lyman Allyn Art Museum, New London, CT, USA
- Griffis Art Center, New London, CT, USA
- Europäisches Patentamt (Európai Szabadalmi Hivatal), München, Germany
- Large Size Symposium, Chateau Liechtenstein, Valtice, Czech Rebublic
- Petőfi Szülőház és Emlékmúzeum, Kiskőrös, Hungary
- Magyar Telekom, Budapest
- Ifua Horváth, Budapest
- Leitner + Leitner, Budapest
- Monterosa Art, Budapest
- Pécsi Tudományegyetem Művészeti Kar DLA/MES, Pécs, Hungary
- Dunaújváros Polgármesteri Hivatal, Dunaújváros, Hungary
- Dunapack Rt., Dunaújváros
- Technika Háza, Székesfehérvár, Hungary
- Siófoki Polgármesteri Hivatal, Siófok, Hungary

## Kötetei
- Világ-nézet. A képről mint a sík küzdelméről a térrel; Typotex, Bp., 2018 (Képfilozófiák)